# Inwestowanie skoncentrowane
Inwestowanie skoncentrowane (ang. focus investment strategy) – strategia inwestycyjna polegająca na zakupie akcji niewielkiej liczby spółek – najczęściej przyjmuje się, że kilku (3-8). Strategia ta stoi w skrajnej opozycji do teorii portfelowej Markowitza, gdzie dywersyfikacja jest czynnikiem zmniejszającym ryzyko. To z kolei rozumiane jest tam jako odchylenie standardowe, czyli odstępstwo od średniej.
Zwolennicy inwestowania skoncentrowanego, tacy jak Warren Buffett uważają, że wręcz przeciwnie – w sposób ten zmniejsza się ryzyko, ponieważ obserwowanie kilku dobrze dobranych walorów, i w razie potrzeby dokonywanie korekt, jest dużo łatwiejsze w przypadku portfela składającego się z akcji kilku spółek niż zarządzanie portfelem wieloskładnikowym (kilkunastu, kilkudziesięciu spółek). Drugim czynnikiem, przemawiającym ich zdaniem za tą strategią jest maksymalizacja prawdopodobieństwa uzyskania wysokiej stopy zwrotu. Starannie dobierając akcje, inwestor ma większą pewność, że kilka lub większość akcji osiągnie wysoką stopę zwrotu. Portfel składający się z kilkudziesięciu walorów osiągnie wyniki przeciętne (zob. inwestowanie indeksowe), a na dodatek trudno będzie nim zarządzać. Koncepcja ta opiera się na analizie fundamentalnej, a źródła ryzyka upatruje w niewłaściwej wycenie wartości spółki, błędnej ocenie jej zdolności konkurencyjnych, niekompetencji kierownictwa lub kupnie akcji po zawyżonej cenie.